# Takumi Minamino
Takumi Minamino (jap. 南野 拓実, Minamino Takumi; * 16. Januar 1995 in Izumisano, Präfektur Osaka) ist ein japanischer Fußballspieler. Der Offensivspieler steht bei der AS Monaco unter Vertrag und ist japanischer Nationalspieler.

## Karriere

### Verein

#### Anfänge in Japan
Minamino begann seine Karriere bei Cerezo Osaka. Im November 2012 debütierte er in der J1 League, als er am 32. Spieltag der Saison 2012 gegen Ōmiya Ardija in der 72. Minute für Takuma Edamura eingewechselt wurde. Bis Saisonende kam er zu drei Einsätzen.
Im Juli 2013 erzielte er bei einem 2:2-Remis gegen Júbilo Iwata sein erstes Tor in der höchsten japanischen Spielklasse. Im Dezember 2013 folgte bei einem 5:2-Sieg gegen Urawa Red Diamonds sein erster Doppelpack. In der Saison 2013 kam er insgesamt zu 29 Ligaeinsätzen, in denen er fünf Tore erzielte. In der Saison 2014 absolvierte er 30 Spiele und erzielte dabei zwei Tore.

#### FC Red Bull Salzburg
Im Januar 2015 wechselte er nach Österreich zum FC Red Bull Salzburg, bei dem er einen bis Juni 2018 laufenden Vertrag mit Option erhielt. Sein Debüt in der Bundesliga gab er im Februar 2015 gegen den SC Wiener Neustadt. Im März 2015 erzielte er bei einem 4:1-Sieg gegen den FC Admira Wacker Mödling seine ersten beiden Tore in der Bundesliga. In der Saison 2014/15 kam er zu 14 Einsätzen für Salzburg, in denen er drei Tore erzielte. Mit Salzburg wurde er zu Saisonende Meister und Cupsieger.
In der Saison 2015/16 kam er zu 32 Einsätzen in der Bundesliga, in denen er zehn Tore erzielte, zudem konnte er mit seiner Mannschaft das Double verteidigen. Im Februar 2017 erzielte der Japaner bei einem 6:1-Sieg gegen die SV Ried erstmals drei Tore in einem Bundesligaspiel. In der Folgesaison absolvierte Minamino 21 Spiele, in denen er elf Treffer markierte. Mit Salzburg holte er zum dritten Mal in Folge das Double. Im Februar 2018 wurde sein Vertrag bis Mai 2021 verlängert. In der Saison 2017/18 kam der Offensivspieler insgesamt zu 28 Einsätzen in der Bundesliga, in denen er sieben Tore erzielte. Mit Salzburg wurde er in jener Saison wieder Meister, der Cupsieg wurde jedoch verpasst.
In der darauffolgenden Spielzeit 2018/19 holte RB erneut das Double aus Meisterschaft und Pokal, Minamino absolvierte 45 Pflichtspiele und konnte 14 Tore sowie zehn Assists beisteuern.

#### Wechsel in die Premier League
Im Januar 2020 wechselte der Japaner in die englische Premier League zum FC Liverpool. Bis zum Ende der Saison 2019/20 kam er unter dem Cheftrainer Jürgen Klopp in der Offensive hinter Roberto Firmino, Sadio Mané und Mohamed Salah zu 10 Ligaeinsätzen (2-mal von Beginn) und wurde mit dem Verein erstmals seit 30 Jahren englischer Meister. Dazu kamen einige Einsätze im FA Cup und der Champions League, in der der Titelverteidiger im Achtelfinale gegen Atlético Madrid ausschied.
Nachdem Minamino bis zum 21. Spieltag der Saison 2020/21 zu 9 Premier-League-Einsätzen (2-mal von Beginn, ein Tor) gekommen war, wechselte er Anfang Februar 2021 am letzten Tag der Transferperiode bis zum Saisonende auf Leihbasis zum Ligakonkurrenten FC Southampton. Dort spielte er insgesamt 10 Mal, wobei ihm zwei Treffer gelangen.
Zur Saison 2021/22 kehrte Minamino zum FC Liverpool zurück. Dort blieb ihm hinter Salah, Mané, Firmino und dem im Januar 2022 verpflichteten Luis Díaz erneut nur die Reservistenrolle. In der Premier League wurde er 11-mal eingesetzt, stand jedoch nur einmal in der Startelf und erzielte 3 Tore. In der Champions League kam die Mannschaft bis in das Finale, verlor aber gegen Real Madrid. Auf dem Weg dorthin war Minamino in 4 Gruppenspielen zum Einsatz gekommen. Häufiger bot ihn Klopp in den Pokalwettbewerben auf, wenn die Stammspieler geschont wurden. So trug Minamino 3 Tore in 4 Spielen zum Gewinn des FA Cups und 4 Tore in 5 Spielen zum Gewinn des EFL Cups bei.

#### AS Monaco
Zur Saison 2022/23 wechselte der Japaner in die französische Ligue 1 zur AS Monaco, bei der er einen Vertrag bis zum 30. Juni 2026 unterschrieb.

### Nationalmannschaft
Minamino spielte für diverse Jugendnationalteams. Mit der japanischen U23-Nationalmannschaft gewann er die U23-Asienmeisterschaft 2016 in Katar und konnte sich so für das olympische Fußballturnier 2016 in Brasilien qualifizieren, bei dem Japan als Gruppendritter ausschied. Im Oktober 2015 debütierte er in einem Testspiel gegen den Iran für die A-Nationalmannschaft seines Heimatlandes.

## Erfolge und Auszeichnungen
Österreich
- Österreichischer Meister (5): 2015, 2016, 2017, 2018, 2019
- Österreichischer Cupsieger (4): 2015, 2016, 2017, 2019

England
- Englischer Meister: 2020
- Englischer Pokalsieger: 2022
- Englischer Ligapokalsieger 2022

Persönliche Auszeichnungen
- Jugendspieler des Jahres J. League Division 1: 2013
- Torschützenkönig der U16-Asienmeisterschaft: 2010
- Spieler des Monats der Ligue 1: August 2023